# Diaspis conocarpi
Diaspis conocarpi är en insektsart som beskrevs av Mckenzie 1947. Diaspis conocarpi ingår i släktet Diaspis och familjen pansarsköldlöss. Inga underarter finns listade i Catalogue of Life.